# Rumpler G.I
Le Rumpler G.I est un bombardier biplan allemand de la Première Guerre mondiale. Il servit également de base à des travaux préliminaires sur un précurseur des avions de ligne.

## Historique

### Développement
Fin 1914 l'ingénieur aéronautique autrichien Edmund Rumpler commença à travailler sur un nouveau biplan bimoteur destiné à la Luftstreitkräfte. Désigné Rumpler 4A15 celui-ci était alors le plus gros avion sur lequel l'ingénieur avait travaillé. Les dirigeants allemands décidèrent, après avoir pris connaissances des plans de l'avion, que celui-ci entrait la catégorie des G, c'est-à-dire les Grossflugzeug. Dans la nomenclature aéronautique allemande de l'époque c'est ainsi qu'on désignait les bombardiers, n'existant alors pas d'autres « gros avions ». Rapidement le Rumpler 4A15 devint le Rumpler G.I, à savoir le premier Grossflugzeug mis en usinage par Rumpler.
Le Rumpler G.I, motorisé par des Mercedes D.III, apparut sur le front en 1915, mais on sait peu de choses des appareils engagés. 
Le Rumpler G.II apparut en 1916, et fut principalement utilisé en Macédoine; le Rumpler G.III apparut en 1917, mais ne fut pas très apprécié à cause de fragilités structurelles : il fut retiré du service vers août 1918. Ces deux modèles se différenciaient du G.I par un changement de motorisation : le G.II disposait de Benz Bz.IV de 220 ch chacun, le G.III de Mercedes D.IVa de 260 ch chacun.

## Aspects techniques

### Description
Le Rumpler G.I se présentait sous la forme d'un biplan d'envergure égale construit en bois entoilé. Il était doté d'un cockpit biplace en tandem à l'air libre. Il possédait un train d'atterrissage tricycle fixe. Sa propulsion était assurée par deux moteurs à six cylindres en ligne Mercedes D.III de 160 chevaux entraînant chacun une hélice propulsive bipale en bois et métal. Sa charge de bombes était semi-encastrée dans une soute à bombes primitive. Le Rumpler G.I disposait d'un armement défensif sous la forme de deux mitrailleuses MG14 Parabellum montée l'une sur un affût mobile placé à l'avant du pilote et servie par l'observateur, et l'autre sur affût mobile placé à l'arrière et servie par l'officier de bombardement.

### Versions
- Rumpler 4A15 : Désigne les trois prototypes d'origine de l'avion, y compris la version civile.
- Rumpler G.I : Désigne la version de série, construite à soixante exemplaires.
  - Rumpler G.II : Désigne la première sous-version de série, construite à soixante-douze exemplaires.
  - Rumpler G.III : Désigne la seconde sous-version de série, construite à quatre-vingt-dix exemplaires.

## Sources & références

### Sources bibliographiques
- Michel Marmin (réd. en chef), Jean-Claude Bernar (dir.) et Marion Mabboux (resp. d'éd.), Encyclopédie "Toute l'aviation", Lausanne, Editions Atlas, 1993, 15 vol. (ISBN 978-2-7312-1326-3, 978-2-731-21344-7 et 978-2-731-21345-4, OCLC 715773689).
- Bill Gunston et Claude Dovaz (adapt. française), L'Aviation de combat, Paris, Gründ, 1985, 79 p. (ISBN 978-2-7000-6409-4, OCLC 461977010).
- Louis Blériot, Yves Buffetaut, Bernard Crochet et al., L'aventure des premiers avions de combat, Paris, Hachette collections, coll. « L'aventure des », 2006, 287 p. (ISBN 978-2-01-330475-7, OCLC 470063586).
- Serge Pacaud, L'aviation durant la Grande Guerre 1914-1918 : illustré par les cartes postales et les journaux de l'époque, Pruniers, CPE-éditions, 2013, 191 p. (ISBN 978-2-36572-240-7, OCLC 881059827).
- L'Armée de l'Air, volume 1, Paris, Éditions Atlas, 1985 (ISBN 2-7312-1202-0).